# Frank Nouble
Franck Herman Nouble (Londra, 24 settembre 1991) è un calciatore inglese, attaccante del Gateshead.

## Biografia
Frank è il fratello maggiore di Joel Nouble, a sua volta calciatore professionista.

## Carriera

### Club
Il 19 marzo 2010 lo Swindon Town ha perfezionato l'acquisto a titolo temporaneo dal West Ham dell'attaccante.

### Nazionale
Nel 2008 ha giocato una partita con la maglia della nazionale inglese Under-17.
L'attaccante vanta 9 presenze e 2 reti con la maglia dell'Inghilterra Under-19.

## Palmarès

### Club

#### Competizioni nazionali
- National League South: 1

Yeovil Town: 2023-2024